# Coalition pour l'homéopathie au Québec
La Coalition pour l’homéopathie au Québec est un organisme visant à faire la promotion de l'homéopathie dans cette province. Fondée en 2019 et administrée par le Syndicat professionnel des homéopathes du Québec, sa membriété inclut plusieurs distributeurs de produits homéopathiques dont Boiron Canada, de même que d'autres groupes de promotion de l'homéopathie.

## Composition
Boiron Canada a embauché l’ancien politicien canadien Thomas Mulcair pour faire la promotion du groupe lors de sa fondation en 2019. Outre Boiron, la coalition compte des distributeurs de produits homéopathiques (Bio Lonreco, Distripharm, Herbasanté, Homeocan, Hyland's, Laboratoire Solidago, Schmidt-Nagel), le Syndicat professionnel des homéopathes du Québec, l’Association pharmaceutique homéopathique du Canada, le Homeopathy Research Institute, de même qu’un groupe d’appui à l’homéopathie fondé pour l’occasion. Les objectifs de l'organisme ont été dénoncés par plusieurs communicateurs scientifiques canadiens, qui soulignent que l'homéopathie est une pseudoscience qui ne produit de résultats probants à l'égard d'aucune condition médicale,,,,,. Le Dr Alexandre Tournier, physicien et fondateur du Homeopathy Research Institute affirme par ailleurs que c'est aux chercheurs de poursuivre les travaux dans le domaine pour découvrir comment il peut être possible que des résultats non plausibles ressortent.
Le Syndicat professionnel des homéopathes du Québec réclame depuis 1993 que le gouvernement provincial forme un ordre professionnel pour les homéopathes. Au Canada, seule la province de l'Ontario a règlementé la profession, par la création d'un ordre professionnel, en 2015.